# Vasilios Pavlidis
Vasilios Pavlidis (Grieks: Βασίλειος Παυλίδης) (Thessaloniki, 4 september 2002) is een Grieks voetballer die als verdediger op huurbasis voor TOP Oss speelt. Hij is de jongere broer van Vangelis Pavlidis.

## Carrière
Vasilios Pavlidis speelde in de jeugd van het Griekse Bebides 2000 en het Duitse FC Schalke 04. Hij debuteerde in het eerste elftal van Schalke, wat toen al uit de Bundesliga gedegradeerd was, op 22 mei 2021 in de met 1-0 verloren uitwedstrijd tegen 1. FC Köln. Hij kwam in de 89e minuut in het veld voor Matthew Hoppe. In de zomer van 2021 maakte hij transfervrij de overstap naar AZ, wat een dag eerder al zijn broer Vangelis aantrok. Hij tekende een contract tot medio 2023 en sluit in eerste instantie aan bij Jong AZ.

### Statistieken
| Seizoen                       | Club           | Land           | Competitie     | Competitie | Competitie | Beker | Beker | Totaal | Totaal |
| Seizoen                       | Club           | Land           | Competitie     | Wed.       | Dlp.       | Wed.  | Dlp.  | Wed.   | Dlp.   |
| ----------------------------- | -------------- | -------------- | -------------- | ---------- | ---------- | ----- | ----- | ------ | ------ |
| 2020/21                       | FC Schalke 04  | Duitsland      | Bundesliga     | 1          | 0          | 0     | 0     | 1      | 0      |
| 2021/22                       | Jong AZ        | Nederland      | Eerste divisie | 0          | 0          | –     | –     | 0      | 0      |
| Carrièretotaal                | Carrièretotaal | Carrièretotaal | Carrièretotaal | 1          | 0          | 0     | 0     | 1      | 0      |
| Bijgewerkt op 1 augustus 2021 |                |                |                |            |            |       |       |        |        |